# Caribert II
Pour les articles homonymes, voir Caribert.
Caribert II, né vers 606-610 et mort le 8 avril 632, est roi d'Aquitaine à partir de 629 à sa mort en 632. Il est le fils du roi des Francs Clotaire II et de Sichilde.

## Biographie

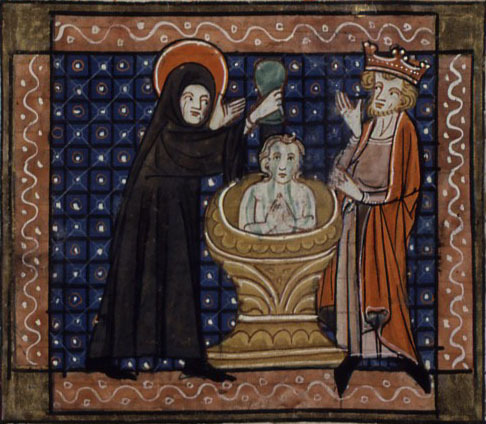
Baptême de Sigebert III. Jacques de Voragine, La Légende dorée, enluminé par Richard de Montbaston, 1348.

Il est le demi-frère de Dagobert Ier,. Parfois considéré comme simple d'esprit (peut-être s'agissait-il seulement d'une faiblesse physique), son père l'aurait volontairement écarté du pouvoir.
En décembre 626 à Clichy, selon la volonté de son père Clotaire II et quelques jours après le mariage de Dagobert avec Gomatrude, saint Amand célébra l'union de Caribert et Fulberte, belle-sœur de Brodulf, frère de la reine Sichilde. 
En 629, poussé par des partisans Neustriens regroupés autour de son oncle maternel Brodulf, il devint roi d'un territoire établi autour de Toulouse et formé de quelques cités du sud de l'Aquitaine et de cités allant jusqu'aux Pyrénées. Ce royaume lui fut concédé par Dagobert Ier, auprès de qui il resta soumis.
À la manière de Dagobert Ier, vice-roi d'Austrasie, soumis à Clotaire II, de Judicaël, duc ou roi des Bretons, qui a reconnu sa dépendance envers Dagobert Ier, et de Chramn soumis à Clotaire Ier, nommé roi d’Aquitaine, il y a une tradition franque du vice-royaume (Unterköningtum).
Ce royaume, allant jusqu'aux Pyrénées, comprenait plusieurs comtés situés entre Toulouse et Bordeaux mais aussi les cités de Cahors, Agen, Périgueux et Saintes. Il eut Toulouse comme capitale.
Ce royaume servit de zone tampon entre la Septimanie wisigothique et le royaume franc de Dagobert. Il fut menacé par les incursions des Basques ou « Vascons ».
En 630, son oncle Brodulf fut assassiné par son demi-frère Dagobert à Saint-Jean-de-Losne en Burgondie.
 
Il participa au baptême de Sigebert, fils de Dagobert et Ragnetrude, en le tenant sur les fonts baptismaux.
Le 8 avril 632, Caribert mourut après un bref règne de trois ans. Son corps fut inhumé dans la basilique Saint-Romain, à Blaye, qui disparut au XVIIe siècle au profit de la construction de la citadelle. La sépulture aurait déjà été détruite par les protestants au XVIe siècle.

## Postérité
Il serait le père de Chilpéric (626-633), que la chronique de Frédégaire mentionne comme mort au berceau, probablement assassiné à l'instigation de Dagobert Ier. Cette mort permettait à Dagobert de récupérer des territoires du sud de l'Aquitaine qu'il avait été obligé de céder à Caribert.
La fausse charte d'Alaon (un faux du XVIIe siècle), fabriquée par un érudit espagnol nommé don Juan Tamagno Salazar et attribuée à Charles le Chauve, inventait deux fils de Caribert II : Boggis et Bertrand, auxquels Dagobert aurait rendu le royaume d'Aquitaine. Boggis aurait eu un fils nommé Eudes, duc d'Aquitaine, d'où seraient affiliés les princes d'Aragon. Cette affirmation n'est pas crédible et la famille d'Eudes, prince d'Aquitaine, n'est pas descendante des Mérovingiens comme les noms employés par les membres de la dynastie semblent le montrer.

La division du royaume des Francs (628).

### Sources  d'époque
- Chroniques du temps du Roi Dagobert (592-639) (traduites par François Guizot et Romain Fougère), Paleo, coll. « Sources de l'histoire de France », Clermont-Ferrand, 2004 (2e édition), 169 p., 21 cm  (ISBN 2-913944-38-8).
- Frédégaire (traduites par O. Devilliers et J. Meyers), Chronique des Temps Mérovingiens, Brepols, 2001  (ISBN 2503511511).

### Études contemporaines
- Maurice Bouvier-Ajam, Dagobert Roi des Francs. « Figures de proue », éditions Tallandier, 2000  (ISBN 2-235-02253-7).
- Ivan Gobry, Dagobert Ier, éditions Pygmalion, 2006  (ISBN 275640036X).
- Gaston Duchet-Suchaux et Patrick Périn, Clovis et les Mérovingiens, Paris, Tallandier, coll. « La France au fil de ses rois », 2002, 160 p. (ISBN 2-235-02321-5).
- Jean Verseuil, Les rois fainéants : de Dagobert à Pépin le Bref 629-751, édition Critérion, Paris, 1946  (ISBN 2-7413-0136-0).